# Parsifal (uitgeverij)
Uitgeverij Parsifal was een Vlaamse uitgeverij van boeken over alternatieve geneeswijzen en esoterie, ontsproten uit de schoot van de Antwerpse Uitgeverij Verrycken. Ze publiceerde van 1979 tot 1996, toen ze werd overgenomen door uitgeverij Schors. Enige tijd bleef de imprint Parsifal nog bestaan, maar uiteindelijk werden de titels opgenomen in het fonds van Schors.
Parsifal was vooral bekend voor haar publicaties van onder meer:
- Erna Droesbeke
- Noud van den Eerenbeemt
- Christian Vandekerkhove
- Charles Dierckx
- Jean Charloteaux
- Orpha Cochie
- Paul Liekens
- Jack Chandu
- Erwin Garden
- Francis Lefebure